# Suprema Corte da Suécia

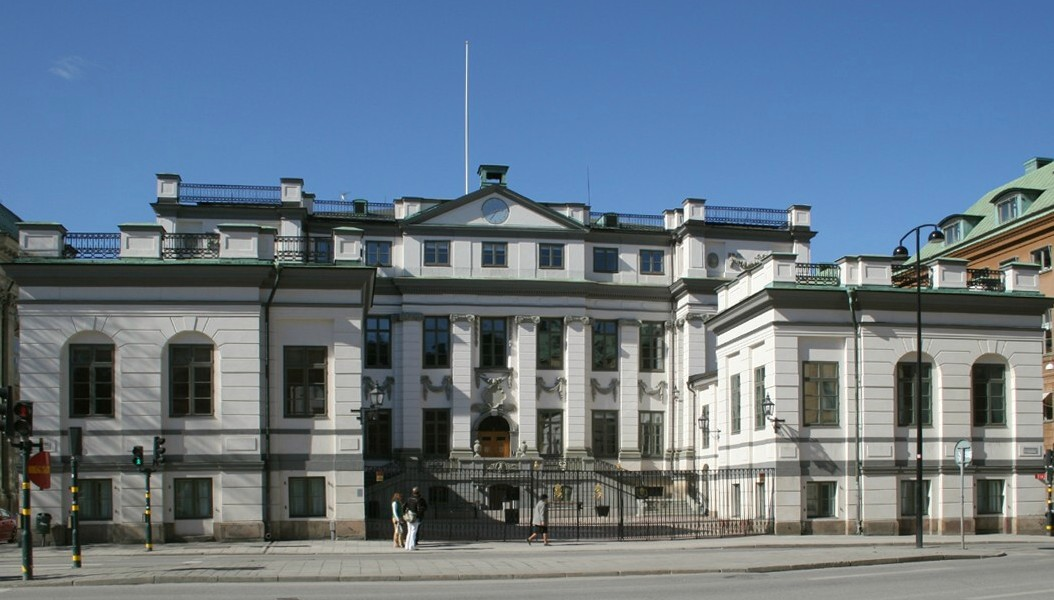
O Palácio Bonde, onde está localizada a Suprema Corte da Suécia.

A Suprema Corte (português brasileiro) ou Supremo Tribunal (português europeu) da Suécia (em sueco: Högsta domstolen, HD) é o órgão supremo e 3ª e última instância em todos os casos civis e criminais na Suécia. Está sediada no Palácio Bonde, em Estocolmo. A mais alta corte em processos administrativos é, no entanto, o Supremo Tribunal Administrativo  (Högsta förvaltningsdomstolen).

## Histórico
A Suprema Corte da Suécia foi fundada pelo rei Gustavo III em 1789.

## Composição
Os atuais membros da Suprema Corte são (entre parênteses o ano de ingresso):
- Johan Munck, (1987, presidente desde 2007)
- Gertrud Lennander (1992)
- Leif Thorsson (1993)
- Dag Victor (1997)
- Severin Blomstrand (1997)
- Torgny Håstad (1998)
- Marianne Lundius (1998)
- Lars Dahllöf (2001)
- Ann-Christine Lindeblad (2002)
- Ella Nyström (2002)
- Kerstin Calissendorff (2003)
- Per Virdesten (2004)
- Anna Skarhed (2005)
- Gudmund Toijer (2007)
- Stefan Lindskog (2008)
- Lena Moore (2008)
- Göran Lambertz (2009)